# Johan Hellsing
Johan Edvard Hellsing, född 15 mars 1876 i Hällefors, död 30 november 1962 i Karlskoga, var en svensk politiker och filare. 
Hellsing var son till smeden Karl Hellsing och hans maka Karolina. Han var yrkesverksam som filare vid Bofors och anslöt sig  1898 till socialdemokraterna. Han var ordförande för Svenska metallindustriarbetareförbundets avdelning 76 i Bofors 1916–1917, i Karlskoga arbetarekommun 1918–1924, i Bofors kooperativa handelsförening från 1919, ledamot av Karlskoga kommunalfullmäktige från 1918, av kommunalnämnden från 1928, ordförande i Karlskoga folkskolestyrelse från 1932 och ledamot av kyrkofullmäktige från 1932.
Han gifte sig 1903 med Maria Blixt (1880-1957). 